# Kommunistische Partei der Russischen Föderation
Die Kommunistische Partei der Russischen Föderation (KPRF, russisch Коммунистическая партия Российской Федерации Kommunistitscheskaja partija Rossiskoj Federazii - КПРФ KPRF) ist eine linksnationalistische Partei in Russland und mit etwa 162.000 Mitgliedern die offiziell mitgliederstärkste kommunistische Partei Osteuropas. Von 1995 bis 2003 bildete die KPRF die größte Fraktion in der russischen Duma, ohne Teil der Regierungskoalition zu sein. Danach erreichte sie bei Parlamentswahlen stets den zweiten Platz hinter der Regierungspartei Einiges Russland. Sie sieht sich als Rechtsnachfolger der Kommunistischen Partei der Sowjetunion (KPdSU). Politische Ziele der KPRF sind unter anderem die Wiederverstaatlichung von Schlüsselindustrien und der Widerstand gegen die Privatisierung von Grund und Boden. Die Partei verbindet nationalistische mit sozialistischen und einigen sozialdemokratischen Idealen.
Die KPRF spielt gemäß verschiedener Einschätzungen die Rolle eines Ventils nach links innerhalb des putinischen Systems, ohne aber die Macht des Präsidenten Wladimir Putin in Frage zu stellen. Es handelt sich um eine sogenannte Spoiler-Partei, welche die oppositionelle Wählerschaft spalten soll. Sie stimmt in der Duma bei wichtigen Abstimmungen nur selten gegen die Regierungspartei Einiges Russland und wurde deswegen schon wie 2012 vom Politikwissenschaftler Jürgen Hartmann als Juniorpartner der Staatspartei bezeichnet. Roman Goncharenko von der Deutschen Welle hingegen sieht die KPRF 2011 als die „einzige wirkliche Oppositionskraft im russischen Parlament“. Eine ähnliche Meinung vertritt der Politikwissenschaftler Luke March, welcher die KPRF in einem Aufsatz 2008 für die Bundeszentrale für politische Bildung als „einzige halbwegs unabhängige Oppositionspartei“ in Russland bezeichnete. Das Verhältnis zum Kreml war auch bei der Abspaltung von 2012 ein Thema: Während die abspaltenden Kommunisten Russlands der KPRF Zusammenarbeit mit dem Kreml vorwarfen, warf die KPRF ihrerseits den Abspaltern vor, vom Kreml gesteuert zu sein.

## Programmatik

### Grundsätzliche Orientierung
Im aktuellen Programm der Partei, das im Jahr 2008 verabschiedet wurde, bezeichnet sich die KPRF als einzige politische Organisation, die konsequent Arbeitnehmerrechte und nationalstaatliche Interessen verteidige. Sie sei eine Partei der “Patrioten” und Internationalisten, eine Partei der Völkerfreundschaft und des „Schutzes der russischen Zivilisation“. Die KPRF verteidige kommunistische Ideale und schütze die Interessen der Arbeiterklasse, der Bauernschaft, der Intelligenzija und aller Werktätigen. Der Wahlspruch der Kommunistischen Partei, der auch in ihrem Emblem enthalten ist, lautet „Russland, Arbeit, Volksherrschaft, Sozialismus!“ Als Hymne der KPRF ist die Internationale festgelegt.
Zentrale politische Forderungen sind:
- sozialpolitisch kostenlose medizinische Versorgung, Erholung und Ausbildung
- wirtschafts- und finanzpolitisch die Abkehr vom die Reichen begünstigenden einheitlichen Einkommenssteuersatz von 13 % und dessen Ersatz durch eine Steuerprogression sowie die Vergesellschaftung der Produktionsmittel[12]
- außenpolitisch eine Stärkung der Position Russlands in der internationalen Politik.

Russland sei durch Täuschung und Gewalt zum Kapitalismus zurückgekehrt. Dieser sei jedoch der Weg des sozialen Rückschritts, der zu einer nationalen Katastrophe und dem Tod der Zivilisation hinführe. Seit der Einführung des Kapitalismus in Russland finde ein „Genozid an einer großen Nation“ statt. Dieser erfolge sowohl auf einer kulturellen als auch einer physischen Ebene, da die Bevölkerung, welche man nicht für die Wertschaffung benötige, wertlos sei im Kapitalismus.  Die KPRF hebt in diesem Kontext die Wichtigkeit von Patriotismus im Kampf gegen antikommunistische Kräfte hervor und spricht von einer „russischen Frage“. Die Lösung dieser Frage falle im Wesentlichen mit dem Kampf für den Sozialismus zusammen.
Als langfristiges Hauptziel benennt man die Errichtung eines erneuerten „Sozialismus des 21. Jahrhunderts“ in Russland. Im Programm ist festgelegt, dass sich die Partei hierbei an den Lehren des Marxismus-Leninismus orientiert. Diese würden jedoch auf Grundlage neuer Erfahrungen und Errungenschaften in Wissenschaft und Kultur stets weiterentwickelt.

### Wirtschaftspolitik
Die KPRF glaubt, dass trotz vorübergehender Rückschläge der revolutionären Bewegung die Moderne für den Übergang vom Kapitalismus zum Sozialismus stehe. Der Kapitalismus, der heute den größten Teil der Welt beherrsche, sei eine Gesellschaft, in der die materielle und geistige Produktion den Marktgesetzen von Gewinnmaximierung und Kapitalakkumulation unterliege. Alles werde zur Ware, Geld sei das Hauptmaß der menschlichen Beziehungen. Die kapitalistische Produktionsweise bedeute die ungezügelte Ausbeutung des Menschen und der natürlichen Ressourcen, ohne die zerstörerischen Folgen für das Leben künftiger Generationen und ihrer Umwelt zu berücksichtigen.
Wladimir Lenins Lehre vom Imperialismus als höchstem Stadium des Kapitalismus werde bestätigt. Der Prozess der Kapitalkonzentration habe zu Beginn des 20. Jahrhunderts zur Bildung großer Monopole geführt, Bank- und Industriekapital hätten sich miteinander vermengt. Der eskalierende Kampf um die Neuverteilung der Märkte habe schließlich zwei Weltkriege mit enormen menschlichen Opfern und viele weitere lokale Konflikte verursacht.
Die bestehende Struktur der Welt ermögliche es den führenden kapitalistischen Staaten, relative Stabilität aufrechtzuerhalten, Arbeiter- und andere Protestbewegungen zu schwächen und soziale Konflikte in einzelnen Ländern auszugleichen. Indem der Kapitalismus jedoch einer kleinen Gruppe von Ländern ein hohes Maß an Konsum biete, verstricke er die Menschheit gleichzeitig in neue Widersprüche, was alle globalen Probleme erheblich verschärfe.
Gemäß ihrem Programm hält es die Kommunistische Partei für notwendig, das Land in drei Schritten zu reformieren.
In der ersten Phase ist geplant, mithilfe einer von der KPRF geführten Koalition die „Herrschaft der Werktätigen“ herbeizuführen. Durch das Erreichen dieses Ziels will man die als katastrophal wahrgenommenen Folgen der in den letzten Jahrzehnten durchgeführten Reformen beseitigen. Insbesondere soll das in den Neunzigerjahren privatisierte Eigentum wieder verstaatlicht werden. Gleichzeitig sollen kleine Warenproduzenten bestehenbleiben und vor dem Zugriff durch Großkapital, korrupte Beamte und organisierte Kriminalität geschützt werden. Anstelle der aktuellen Verwaltungsorgane Russlands sollen wieder Sowjets treten.
In der zweiten Phase ist geplant, die Rolle von Sowjets und Gewerkschaften zu stärken. Es soll ein schrittweiser Übergang zu einer sozialistischen Wirtschaftsweise stattfinden, wobei kleines Privatkapital erhalten bleibt.
In der dritten Phase ist schließlich der Aufbau des Sozialismus geplant.

### Außenpolitik
Einen weiteren wichtigen Platz in der Parteiarbeit nimmt die proklamierte Unvereinbarkeit Russlands mit einer „Neuen Weltordnung unter westlicher Führung“ ein. Nach der „Zerstörung der Sowjetunion“ und der Wiederherstellung des Kapitalismus im postsowjetischen Raum und in Osteuropa würden die Vereinigten Staaten und ihre engsten Verbündeten eine „Politik der imperialistischen Globalisierung“ betreiben. Der Kampf um die Kontrolle über die natürlichen Ressourcen des Planeten spitze sich zu. Um ihre Ziele zu erreichen, würden „imperialistische Kreise“ aktiv auf Militäreinsätze zurückgreifen. Die NATO rücke in Richtung der russischen Grenzen vor. Der Russischen Föderation drohe die Verwandlung in eine bloße „Rohstoffreserve der imperialistischen Staaten“. Das russische Volk würde jedoch aufgrund seiner „tausendjährigen Geschichte“, seinen Eigenschaften von Sobornost und Souveränitätsstreben, Gesellschaftsgefühl, tiefem Glauben und „unzerstörbaren Altruismus“ die „konsumistischen Köder der Bourgeoisie“ und die Versprechen eines liberal-demokratischen Paradieses mit Nachdruck ablehnen.
Mit einer Grundsatzerklärung von Ende Februar 2022 unterstützte das Zentralkomitee der KPRF den russischen Angriffskrieg gegen die Ukraine, weil diese angeblich von „fanatischen Nationalisten“ regiert werde, welche „das Volk terrorisierten“ und ihm einen „aggressiven Kurs gegen Russland“ aufzwängen würden. Doch an der Basis schwelt ein Widerstand gegen den kremltreuen Kurs des Parteivorsitzenden Sjuganow. So verfassten im März 2022 der Gewerkschaftsaktivist Michail Lobanow und Jewgeni Stupin, ein KPRF-Abgeordneter im Moskauer Regionalparlament, eine Gegenerklärung, in der Putins Krieg als die „größte Katastrophe auf dem Gebiet der untergegangenen Sowjetunion seit 1945“ bezeichnet und als nationalistisch sowie imperialistisch verurteilt wurde. Darüber hinaus rückten vier Duma-Abgeordnete öffentlich von der Parteilinie ab. Einige von ihnen warnten in den sozialen Medien vor einer langfristigen Schädigung der Beziehungen zur Ukraine. Ende Mai verlangten zwei kommunistische Abgeordnete aus der Region Primorje den sofortigen Rückzug der russischen Truppen aus der Ukraine.

### Religion
Laut dem Parteivorsitzenden Sjuganow respektiere die Partei die Konfessionen aller Völker. Sie lehne jedoch die Umwandlung der Religion in ein ideologisches Werkzeug ab. Auf gesellschaftspolitischer Ebene unterstützt die KPRF zudem die Zusammenarbeit mit der Russisch-Orthodoxen Kirche, welche für ihren Einsatz für die „Schwachen, Kranken und Leidenden“ gelobt wird. In einer Beileidsbekundung zum Tod des Patriarchen Alexius II. im Jahr 2008 sagte Gennadi Sjuganow: „Wir hoffen, die umfassende Zusammenarbeit mit der Russisch-Orthodoxen Kirche und der orthodoxen Welt fortzusetzen – denn wir selbst sind Teil der orthodoxen Welt, da etwa ein Drittel unserer Wähler und Unterstützer wirklich religiöse Menschen sind“. So unterstützte die KPRF auch zusammen mit der Orthodoxen Kirche die Verabschiedung eines Gesetzes „gegen das Eindringen ausländischer Sekten“ in Russland. Sjuganow bezeichnete „gerade den Wahnsinn der Religionsbekämpfung“ als „einen der Gründe für den Zusammenbruch der UdSSR und all unsere gegenwärtigen Probleme“.

### Geschichtsbild
Die KPRF erkennt bestimmte Verstöße gegen die „sozialistische Gesetzlichkeit“ in den 1930er und 1940er Jahren an und verurteilt diese. Zu Zeiten Josef Stalins habe es sowohl ungerechtfertigte Repressionen gegen Unschuldige als auch übermäßig strenge Strafen für diejenigen, die tatsächlich Straftaten begangen hätten, gegeben. Zum Großen Terror bemerkte Sjuganow, der Stalins Tod als Achtjähriger miterlebte, im Jahr 2009: „Was die Repressionen betrifft, so erklärte die Partei bereits in den 1950er Jahren ihre Unzulässigkeit und schwor, dass sie nie wieder vorkommen würden.“ Für die damaligen Missstände wird jedoch nicht Stalin als Hauptschuldiger benannt, sondern die beiden Köpfe des Innenministeriums der UdSSR, Genrich Jagoda und Nikolai Jeschow. Diese hätten nicht auf Stalins persönliche Initiative hin gehandelt und wären für ihre Exzesse noch zu dessen Lebzeiten vor Gericht zum Tode verurteilt worden.
Auch habe es unter Josef Stalin keine Millionen von Todesopfern eines „stalinistischen Totalitarismus“ gegeben, diese Zahlen seien Erfindungen „liberaler Propagandisten“. In den 32 Jahren zwischen 1921 und 1953 seien 4 Millionen Menschen aufgrund politischer Straftaten in Gefängnisse und Lager eingewiesen worden. Von diesen Häftlingen seien etwa 800.000 zum Tode verurteilt worden. Bei den vorgelegten Zahlen beruft sich die KPRF auf den Historiker Wiktor Semskow. Dieser forschte 1992 zusammen mit den Historikern Gábor T. Rittersporn und J. Arch Getty in den gerade erst geöffneten sowjetischen Archiven zur Opferzahl Stalins und veröffentlichte sein Ergebnis zusammen mit seinen Kollegen 1993 unter dem Namen „Opfer des sowjetischen Strafvollzugssystems in den Vorkriegsjahren: Ein erster Ansatz auf der Grundlage archivarischer Beweise“ im American Historical Review.
Die KPRF fordert, bei der Beurteilung der Rolle Stalins die wirtschaftlichen Errungenschaften unter seiner Führung, den Sieg im Großen Vaterländischen Krieg, die Schaffung eines „Atomschildes“ und den Wiederaufbau des Landes nach dem Krieg zu berücksichtigen. Stalin-Bilder und Stalin-Büsten sind in Parteibüros und im Wahlkampf allgegenwärtig. Stalin habe, so Sjuganow, die Sowjetunion in ein Zeitalter beispielloser „Blüte und Geborgenheit“ geführt. Inwiefern hinter dem scheinbaren Stalinismus tatsächlich entsprechende Programmatik oder eher Symbolcharakter steht, ist nicht eindeutig. Ein Hauptgrund der Stalin-Nostalgie ist wohl der große Mitgliederstamm meist älterer Genossen aus der Epoche der UdSSR, die den Entwicklungen insbesondere unter Michail Gorbatschow ablehnend gegenüberstanden. Nur etwas mehr als zehn Prozent der Mitglieder sind unter vierzig Jahre alt. 1997 betrug die Mitgliederzahl 559.000, im Jahr 2016 waren es aufgrund des altersbedingten Mitgliederschwundes nur noch 162.000. Auch genießt Josef Stalin innerhalb der gesamten russischen Bevölkerung eine hohe Popularität. In einer Umfrage des Moskauer Lewada-Zentrums aus dem Jahr 2019 bewerteten 70 Prozent der Russen Stalins Rolle in der Geschichte positiv, während sie nur von 19 Prozent negativ beurteilt wurde. Der sowjetische Dissident und Soziologe Boris Kagarlizki erklärte diesen Zuspruch in einem Gespräch mit der Süddeutschen Zeitung vor allem damit, dass viele Russen Stalin den sowjetischen Sieg im Zweiten Weltkrieg zugutehalten würden. Auch sei die Popularität eine Reaktion auf übertrieben blutrünstige Darstellungen Stalins in den postsowjetischen Neunzigerjahren, die wiederum eine Reaktion auf die Leugnung stalinistischer Gewalt während der sowjetischen Zeit dargestellt hätten. Als bekannt geworden sei, dass viele der in der liberalen russischen Presse genannten Opferzahlen überhöht und faktisch falsch gewesen waren, sei bei manchen Menschen der Eindruck entstanden, dass Stalin durch die Richtigstellung dieser Falschinformationen rehabilitiert wurde. Ein weiterer angeführter Punkt war die unter russischen Nationalisten verbreitete Meinung, dass Josef Stalin im Gegensatz zu heutigen Politikern eine Führungspersönlichkeit gewesen sei, die seine Versprechen eingehalten habe. Auch würden viele Menschen respektieren, dass er auf lange Sicht einen funktionierenden Großstaat geschaffen habe, der ein Bildungssystem, Krankenversicherung und Sozialleistungen zur Verfügung stellte.

## Struktur

### Organisationsaufbau

Flagge

Die KPRF ist in Russland mit mehr als 14.000 lokalen Organisationen in allen 85 Föderationssubjekten vertreten.
Das oberste Organ der Kommunistischen Partei ist der Parteitag. Zwischen den Parteitagen ist das Zentralkomitee, dessen Mitglieder vom Parteitag gewählt werden, das oberste Organ. Das Zentralkomitee erarbeitet auf der Grundlage des Programms und der Entscheidungen der Parteitage Dokumente zu den wichtigsten politischen und organisatorischen Fragen. Die Exekutivorgane des Zentralkomitees, welche von demselben gewählt werden, sind das Präsidium und das Sekretariat. Das Präsidium hat die Aufgabe, aktuelle politische und organisatorische Fragen zwischen den Sitzungen des Zentralkomitees zu erörtern. Das Sekretariat dient dazu, die laufende Parteiarbeit zu organisieren und die Umsetzung der Entscheidungen der Parteiorgane zu überwachen. Das Sekretariat erstattet dem Präsidium Bericht.
Das Durchschnittsalter der Mitglieder betrug im Jahr 2016 laut eigener Angabe 55,6 Jahre. Viele Mitglieder kommen noch aus dem Bestand der KPdSU.

### Parteitage

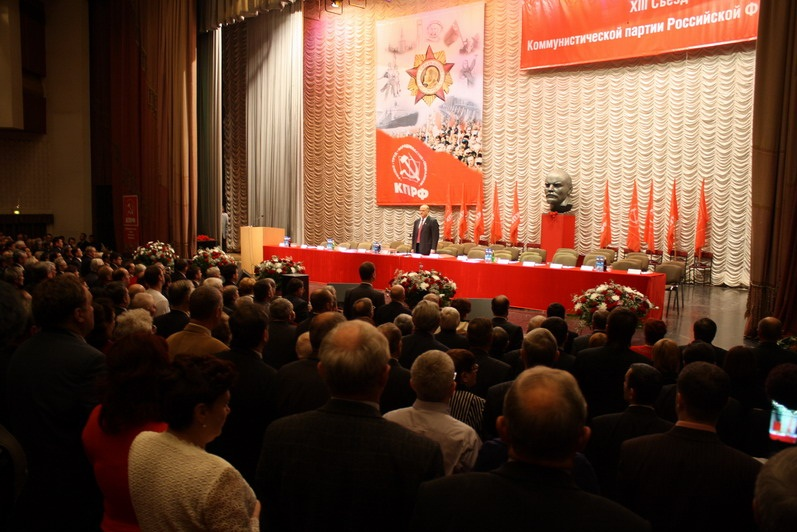
XIII. Kongress der KPRF (29. November 2008)

| Bezeichnung                                        | Datum                                   | Bemerkung                     | Ort                               |
| -------------------------------------------------- | --------------------------------------- | ----------------------------- | --------------------------------- |
| I. Parteitag (Gründungsparteitag der KP der RSFSR) | 20.06. – 23.06.1990 05.09. – 06.09.1990 | 1. Tagung 2. Tagung           | Moskau                            |
| II. (außerordentlicher) Parteitag                  | 13.02. – 14.02.1993                     |                               | Powedniki, Moskauer Oblast        |
| III. Parteitag                                     | 21.01. – 22.01.1995                     |                               | Moskau                            |
| IV. Parteitag                                      | 19.04. – 20.04.1997                     |                               | Moskau                            |
| V. (außerordentlicher) Parteitag                   | 23.05.1998                              |                               | Moskau                            |
| VI. Parteitag                                      | 04.09.1999 21.09.1999 15.01.2000        | 1. Tagung 2. Tagung 3. Tagung | Moskau                            |
| VII. Parteitag                                     | 02.12. – 03.12.2000                     |                               | Moskau                            |
| VIII. (außerordentlicher) Parteitag                | 19.01.2002                              |                               | Moskau                            |
| IX. (außerordentlicher) Parteitag                  | 06.09.2003 28.12.2003                   | 1. Tagung 2. Tagung           | Moskau                            |
| X. Parteitag                                       | 03.07.2004                              |                               | Moskau                            |
| XI. (außerordentlicher) Parteitag                  | 29.10.2005                              |                               | Moskau                            |
| XII. Parteitag                                     | 22.09.2007 15.12.2007                   | 1. Tagung 2. Tagung           | Moskau Powedniki, Moskauer Oblast |
| XIII. Parteitag                                    | 29.11. – 30.11.2008                     |                               | Moskau                            |
| XIV. Parteitag                                     | 24.09.2011 17.12.2011                   | 1. Tagung 2. Tagung           | Powedniki, Moskauer Oblast        |
| XV. Parteitag                                      | 23.02. – 24.02.2013                     |                               | Moskau                            |
| XVI. (außerordentlicher) Parteitag                 | 25.06.2016                              |                               | Moskau                            |
| XVII. Parteitag                                    | 27.05.2017 23.12.2017                   | 1. Tagung 2. Tagung           | Moskau                            |
| XVIII. Parteitag                                   | 24.04.2021 24.06.2021                   | 1. Tagung 2. Tagung           | Moskau                            |

### Parteinahe Organisationen

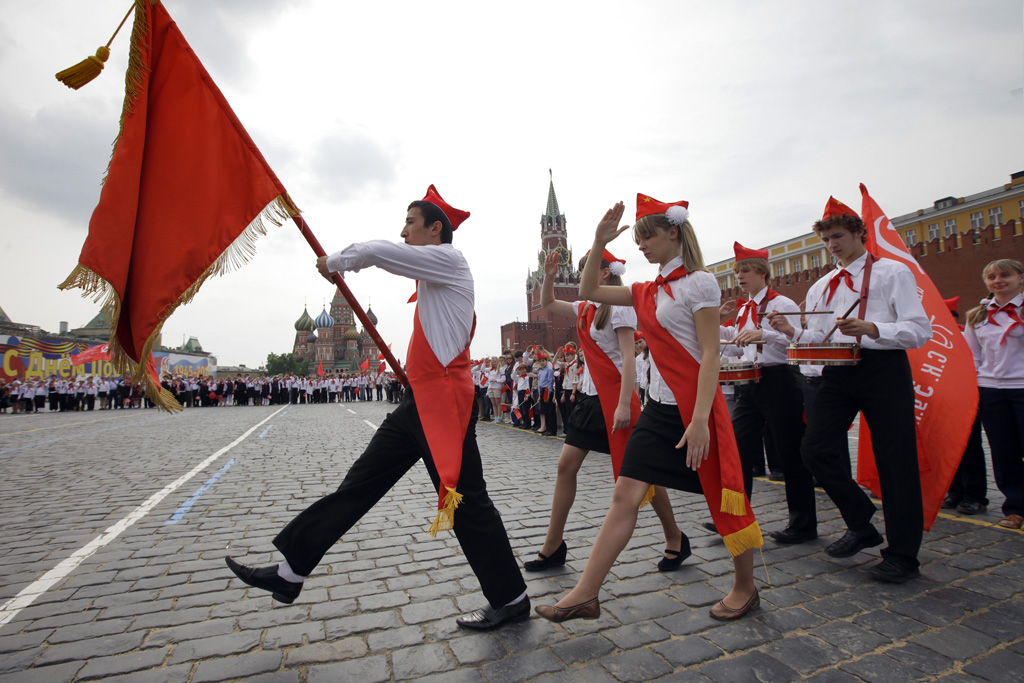
Pioniere vor dem Lenin-Mausoleum (16. Mai 2010)

Die Jugendorganisation der KPRF ist der ihr nahestehende, 1999 gegründete Leninsche Kommunistische Jugendverband der Russischen Föderation. Wie auch die Jugendorganisation der KPdSU wird er abgekürzt als Komsomol bezeichnet. Die Mitgliedschaft in der Organisation steht Staatsbürgern Russlands von 14 bis 35 Jahren offen. Der Komsomol der Russischen Föderations ist Mitglied des Weltbundes der Demokratischen Jugend und nimmt in dieser Rolle regelmäßig an den Weltfestspielen der Jugend und Studenten teil. Der Verband unterstützt den Kreativwettbewerb „Land der Talente“ für Kinder und Jugendliche. Zudem organisiert er das „Banner unseres Sieges“, ein „patriotisches Bildungsprojekt“, welches die jüngere Generation „ermutigen soll, die Geschichte ihres Landes zu studieren“.
In den Komsomol der Russischen Föderation ist eine Pionierorganisation für Kinder eingegliedert. Diese organisiert jährlich am 19. Mai, dem Gründungstag der Pionierorganisation Wladimir Iljitsch Lenin, den „Tag der Pioniere“ vor dem Lenin-Mausoleum in Moskau.

### Die KPRF im Sport

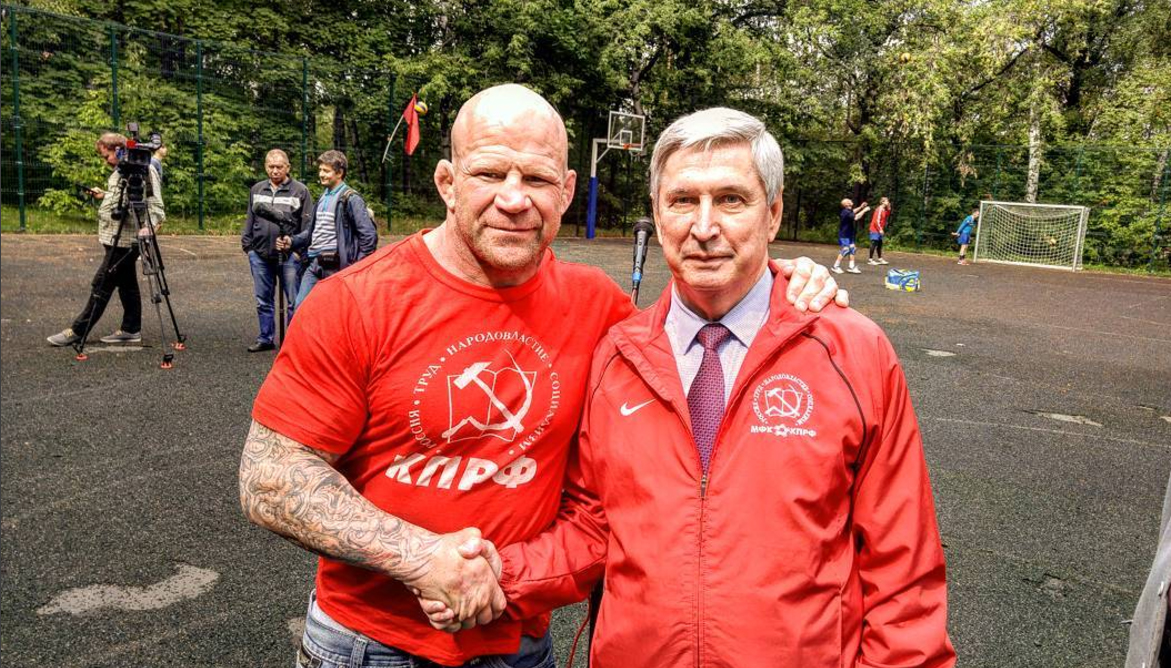
Kampfsportler Jeff Monson bei einer Sportveranstaltung der KPRF (14. Juli 2016)

Der spätere Vizevorsitzende der KPRF, Iwan Melnikow, gründete 2003 einen der Partei zugehörigen Sportverein, den „Sportverein der KPRF“ (SK KPRF). Anlass war der Vorschlag der Russischen Partei des Lebens, 2003 im Staatlichen Moskauer Institut für Internationale Beziehungen ein Futsal-Turnier zwischen Vertretern der eigenen Partei, der KPRF, der Union der rechten Kräfte, Einigem Russland, Jabloko und LDPR zu veranstalten. Dieses Turnier gewann die Mannschaft der KPRF im Elfmeterschießen gegen den Veranstalter, die Partei des Lebens. Heute umfasst der Sportverein der KPRF den Futsal-Club „MFK KPRF“, die Kinder-Fußballakademie „Junior KPRF“, die Kinder-Eiskunstlaufschule „Iskra KPRF“ sowie Sportmannschaften im Schwimmen, Badminton, Volleyball, Basketball, Eishockey, Boxen, Judo und Kraftdreikampf. Besondere Erfolge errang dabei der MFK KPRF, welcher 2011 in die Russische Futsal-Superliga, die höchste russische Futsal-Liga aufstieg. Dort wurde der Verein in der Saison 2018/19 Vizemeister und gewann in der Saison 2019/20 sogar die Meisterschaft. Seinen ersten Erfolg auf internationaler Ebene errang der MFK KPRF in der UEFA-Futsal-Champions League 2019/20, wo er den dritten Platz belegte. Im August 2020 wurde der KPRF-Sportler Denis Ogloblin Vize-Meister in der Kraftdreikampf-Europameisterschaft der WRPF in der Kategorie Amateur Masters 50-59. Der Kraftsportler widmete den Erfolg dem 75. Jahrestag des Sowjetischen Sieges im Großen Vaterländischen Krieg. Der Sportverein der KPRF hat einige prominente Mitglieder, etwa den ehemaligen Eiskunstläufer Oleg Owsjannikow oder die Kraftsportlerin Marjana Naumowa.

## Geschichte der Partei

### Gründung
Die KPRF wurde im Sommer 1990 als Kommunistische Partei der Russischen Sozialistischen Föderativen Sowjetrepublik (KP der RSFSR) von Parteimitgliedern der KPdSU gegründet, die sich nicht mit dem Reformkurs (Perestrojka) des Parteivorsitzenden Michail Gorbatschow abfinden wollten. Bei der Wahl zum ersten Sekretär der Partei gewann Iwan Poloskow mit 1386:1251 Stimmen gegen Oleg Lobow mit 1581:1066 Stimmen.
Nach dem Putschversuch im August 1991 gegen den Präsidenten der Sowjetunion, Gorbatschow, verbot der russische Präsident Boris Jelzin sowohl die KPdSU als auch die KP der RSFSR. 1992 bestätigte das russische Verfassungsgericht die Auflösung des Politbüros und des Zentralkomitees, ließ die Basisorganisationen der Partei jedoch wieder zu.
Im Jahre 1992 nahm die KP der RSFSR (wie andere kommunistische Parteien Russlands) an der Front der Nationalen Rettung (von Ilja Konstantinow) teil, die mehrere Parteien aus „linken“ (kommunistischen) und „rechten“ (nationalistischen, zum Teil monarchistischen) Opposition enthielt.
1993 wurde die KPRF formell gegründet und erklärte sich zur Nachfolgerin der KP der RSFSR sowie ihrem Selbstverständnis nach auch als Rechtsnachfolgerin der KPdSU. Seit 1993 wird die Partei von Gennadi Sjuganow geführt.

### Wahlen
Seit ihrer erneuten Gründung 1993 wuchs die Partei stetig an, sie war bis 2003 die größte Fraktion in der Duma, verlor jedoch bei der russischen Parlamentswahl 2003 die Hälfte ihrer Stimmen. Sjuganow sprach von Wahlfälschung und beschuldigte die Regierung unter Wladimir Putin, mit der Bildung der Partei Rodina gezielt eine linksnationalistische Konkurrenzpartei zur KP geschaffen zu haben. Nach Ansicht der OSZE wurde der Wahlkampf „in Teilen nicht fair“ geführt und verfehlte „demokratische Standards“. Die deutsche Wahlbeobachterin Rita Süssmuth (CDU) sagte: „Putin und seine Partei hatten eine dominierende Präsenz im Staats-TV.“
Für die Präsidentenwahl 1996, die Sjuganow fast gewann, wurde unter Führung der KPRF eine Dachorganisation von mehr als 30 kommunistischen und nationalistischen Organisationen geschaffen.
Aufgrund der Fünf-Prozent-Hürde gelangten nur noch vier Parteien in Fraktionsstärke (35 Sitze) ins Parlament. Putins Partei Einiges Russland erreichte 37,57 % und 222 Sitze, die KPRF 12,61 % und 52 Sitze, die Liberal-Demokratische Partei Russlands von Wladimir Schirinowski 11,45 % und 38 Sitze und die putintreue Partei Rodina 9,02 % und 45 Sitze. Weitere 80 Sitze kleinerer Parteien sind über Direktmandate vergeben. Da die LDPR an der Regierung beteiligt ist, ist die KPRF seit den Wahlen die einzige Oppositionspartei in Fraktionsstärke in Russland.
Bei der russischen Präsidentschaftswahlen 2004 trat Sjuganow, wie andere Parteivorsitzende, nicht mehr an, da ihnen gegen Putin keine Chancen eingeräumt wurden. Die Partei nominierte den 55-jährigen Oberst des Inlandsgeheimdienstes FSB Nikolai Charitonow, einen ehemaligen Sowchosen-Direktor und ehemaligen Vorsitzenden der der KPRF nahestehenden Agrarpartei Russlands. Charitonow wurde mit 13,74 % der Stimmen zum erfolgreichsten Gegenkandidaten Putins. Charitonow hatte sich zuvor parteiintern gegen den Geschäftsmann Gennadi Semigin durchgesetzt. Ziel der Kandidatur Charitonows war, die russische Landbevölkerung zu vereinen und ein Abwandern der Wähler zur Partei Rodina zu verhindern. Zur Wahl erklärte Sjuganow gegenüber Beobachtern des Europarats: „Es gab keine Gleichheit, Transparenz und Demokratie, und es wird auch keine geben.“
Bei den Dumawahlen 2007 verlor die KPRF erneut deutlich an Wählerstimmen zugunsten von Einiges Russland und brachte es auf nur 11,3 %.
Vier Jahre später, bei den Dumawahlen 2011, konnte die KPRF ihren Stimmenanteil auf 19,2 % verbessern. Ihr bestes Resultat fuhr die KPRF in der Oblast Orjol ein, wo sie 32,0 % der Wählerstimmen für sich gewinnen konnte.
Bei den Dumawahlen 2016 brachte es die KPRF auf nur 13,4 %, da sie zugunsten von Einiges Russland erneut deutlich an Wählerstimmen verlor. Fünf Jahre später errang sie hingegen 18,9 % der Stimmen und damit den größten Zugewinn aller Parteien. Bei der Präsidentenwahl 2024 erreichte der kommunistische Bewerber Charitonow mit nur 4,4 % der Stimmen das schlechteste Ergebnis eines kommunistischen Kandidaten in der Geschichte des nachsowjetischen Russland.

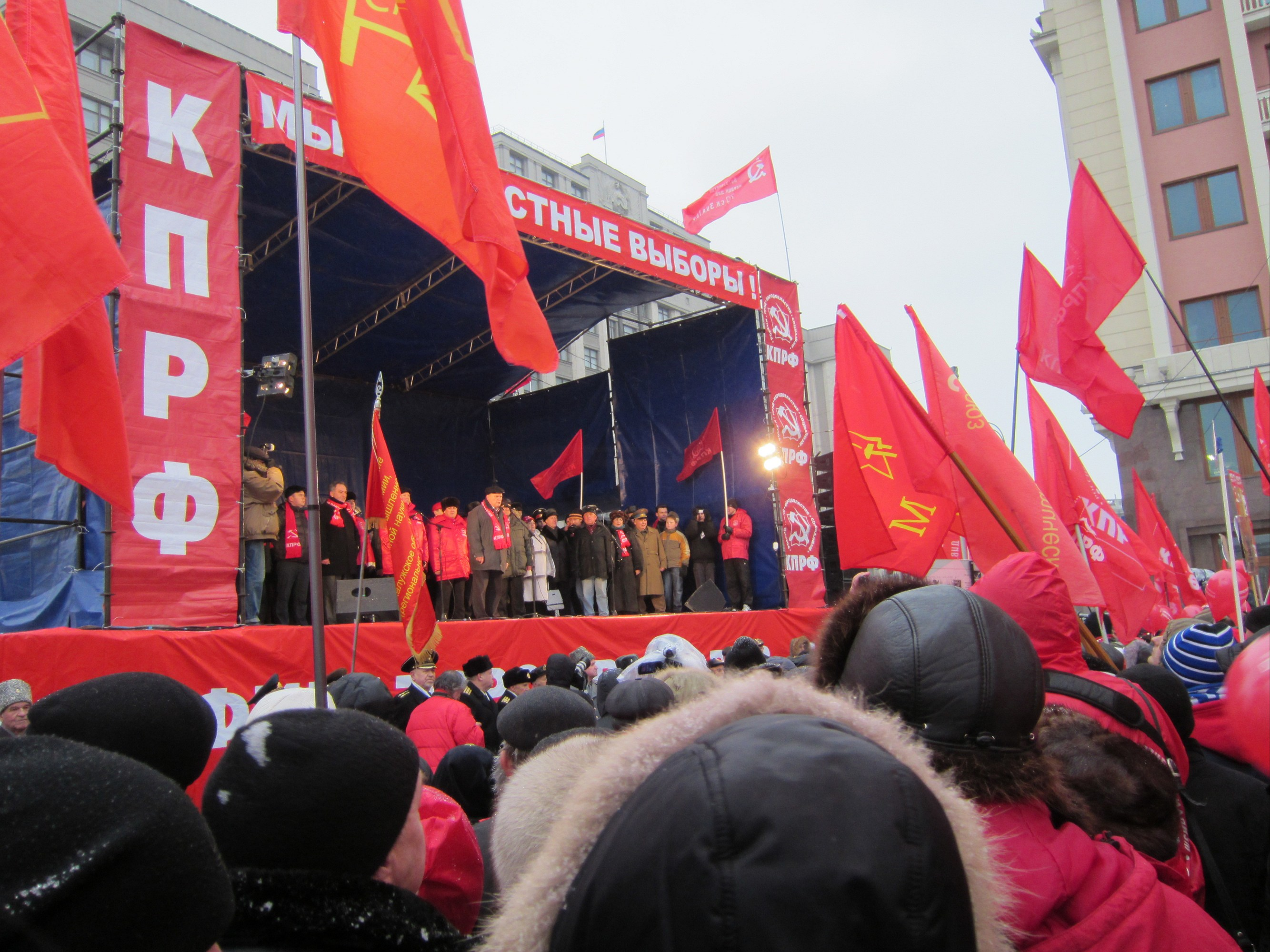
Kundgebung der KPRF auf dem Maneschnaja-Platz in Moskau (18. Dezember 2011)

#### Wahlergebnisse

##### Präsidentschaftswahlen der Russischen Föderation
| Wahlen                                | Kandidat              | Stimmen                                       | Prozent                               |
| ------------------------------------- | --------------------- | --------------------------------------------- | ------------------------------------- |
| Präsidentschaftswahl in Russland 1996 | Gennadi A. Sjuganow   | 24.211.686 1. Wahlgang 30.113.306 2. Wahlgang | 30,2 % 1. Wahlgang 40,3 % 2. Wahlgang |
| Präsidentschaftswahl in Russland 2000 | Gennadi A. Sjuganow   | 21.928.471                                    | 29,2 %                                |
| Präsidentschaftswahl in Russland 2004 | Nikolaj M. Charitonow | 09.514.224                                    | 13,7 %                                |
| Präsidentschaftswahl in Russland 2008 | Gennadi A. Sjuganow   | 13.243.550                                    | 17,7 %                                |
| Präsidentschaftswahl in Russland 2012 | Gennadi A. Sjuganow   | 12.318.353                                    | 17,2 %                                |
| Präsidentschaftswahl in Russland 2018 | Pawel N. Grudinin     | 08.658.732                                    | 06,9 %                                |
| Präsidentschaftswahl in Russland 2024 | Nikolai M. Charitonow | 03.768.470                                    | 04,4 %                                |

##### Wahlen zur Staatsduma der Russischen Föderation
| Wahlen                          | Stimmen    | Prozent | Mandate |
| ------------------------------- | ---------- | ------- | ------- |
| Parlamentswahl in Russland 1993 | 06.666.402 | 12,4 %  | 042     |
| Parlamentswahl in Russland 1995 | 15.432.963 | 22,3 %  | 157     |
| Parlamentswahl in Russland 1999 | 16.196.024 | 24,3 %  | 113     |
| Parlamentswahl in Russland 2003 | 07.647.820 | 12,6 %  | 052     |
| Parlamentswahl in Russland 2007 | 08.046.886 | 11,6 %  | 057     |
| Parlamentswahl in Russland 2011 | 12.599.420 | 19,2 %  | 092     |
| Parlamentswahl in Russland 2016 | 07.019.752 | 13,4 %  | 042     |
| Parlamentswahl in Russland 2021 | 10.660.669 | 18,9 %  | 057     |

### Spaltung
1999 wurde die KPRF stärkste Partei und besetzte fast alle Ausschussposten in der Duma. 2002 entzogen regierungstreue Abgeordnete verschiedener Parteien kommunistischen Abgeordneten den Vorsitz wichtiger Komitees. Die KPRF beschloss, dass die verbliebenen kommunistischen Parlamentarier in Parlamentsämtern diese verlassen sollten. Parteimitglieder die diesem Beschluss nicht nachkamen, wie bspw. der Duma-Präsident Gennadi Selesnjow, wurden aus der Partei ausgeschlossen. Nach dem schlechten Abschneiden bei der Wahl zur Duma 2004 mit nur 12,6 % (−11,7 Prozentpunkte) fanden zwei konkurrierende Parteitage statt. 248 Delegierte trafen sich am 2./3. Juli im Moskauer Hotelkomplex Ismajlowo und wählten Sjuganow erneut zum Vorsitzenden. Unter Anwesenheit von Mitgliedern der Wahlkommission trafen sich am Donnerstag zuvor 148 Delegierte zu einem Gegenparteitag an einem geheimen Ort und wählten den Gouverneur von Iwanowo, Wladimir Iljitsch Tichonow, zu ihrem Vorsitzenden. Beide Parteien bezeichneten sich als die rechtlich wahre KPRF. Die Spaltung wurde durch den Multimillionär und Dumaabgeordneten Gennadij Semigin finanziert, der im Auftrag der Präsidialverwaltung neben einer konservativen auch eine gemäßigte linke Partei etablieren sollte. Die Beschlüsse des Gegenparteitages wurden am 3. August 2004 vom russischen Justizministerium für illegitim erklärt. Die Anhänger Tichonows vereinigten sich am 11. September 2004 zur „Allrussischen Kommunistischen Partei der Zukunft“ (VKPB, Всероссийская коммунистическая партия будущего, ВКПБ), deren Vorsitzender des Politbüros Tichonow wurde.

### Aktuelle Entwicklung
Seit dem 16. Dezember 2022 unterliegt die Partei aufgrund ihrer Unterstützung des Russischen Überfalls auf die Ukraine den Sanktionen der EU. Aufgrund dieser Unterstützung und einem zunehmenden Anpassungskurs gegenüber der Regierung verlor die Partei nach Beginn der Ukraineinvasion Stimmen aus dem Bereich der Protestwählerschaft sowie vor allem unter jüngeren Russen. Ihre Zustimmung unter der Bevölkerung sank in diesem Zuge um etwa ein Drittel. Anfang November 2024 fand mit Wissen der lokalen Behörden in Nowosibirsk eine Demonstration auch gegen den Krieg statt.